# 田歸道
田归道（？—706年），唐代大臣。雍州长安（今陕西西安市）人。
二十歲舉明经，长寿中其累补为司宾丞，仍通事舍人内供奉。万岁通天元年（696年）九月，东突厥可汗默啜遣使入朝，神功元年，令閻知微、田歸道出使突厥，归道长揖不拜，默啜大怒。默啜請求将六胡州和单于都护府，武则天不许，默啜怨恨，便把田归道扣留起来，准备杀害。神龙元年正月二十二日，张柬之、敬晖等发动政变，杀了张易之、张昌宗，敬晖曾向归道借兵而不與。事成後田归道被解职。以病卒。 